# قلعه ایواکیری
قلعه ایواکیری (به ژاپنی: 岩切城, Iwakiri-jō)، یک قلعه ژاپنی دوره موروماچی واقع در منطقه کنونی میاگینو-کو، سندای، در شهر سندای، استان میاگی، در منطقه توهوکو شمال ژاپن بود.